# Entenweg 1 (Hümme)

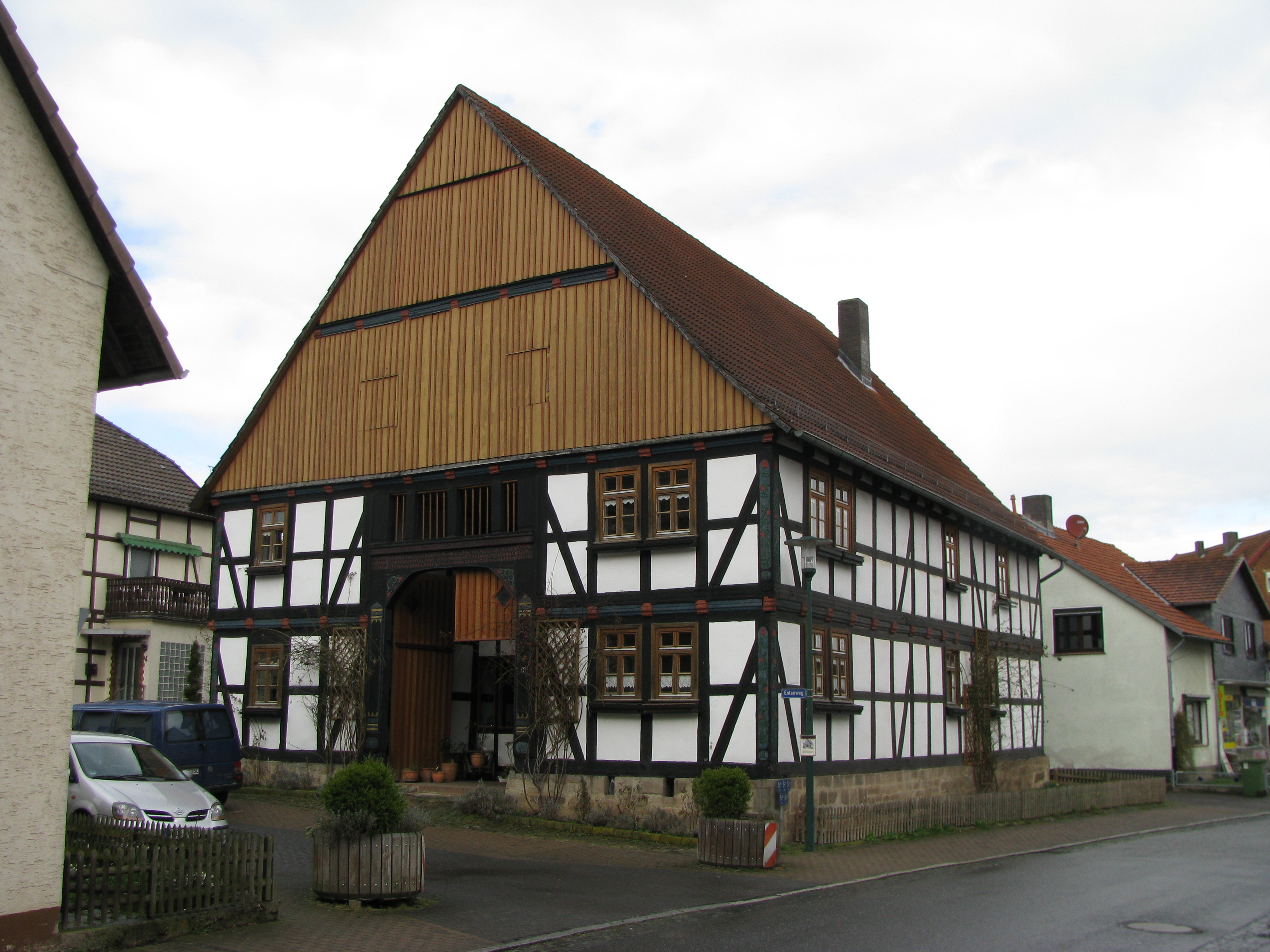
Gebäude Entenweg 1 in Hümme

Das Gebäude Entenweg 1 in Hümme, einem Stadtteil von Hofgeismar im Landkreis Kassel in Nordhessen, wurde 1803 errichtet. Das Diemelsächsische Bauernhaus ist ein geschütztes Kulturdenkmal.
Das zweigeschossige Haus in Stockwerkbauweise hat ein regelmäßiges Fachwerkgefüge mit einfachen Streben an Bund- und Eckständern und einen profilierten Geschossüberstand. Die Eckständer sind mit Rankenmotiven in Flachschnitzerei verziert.     
Das ursprüngliche Dielentor mit seitlich aufgeschnitzten Säulenmotiven und Sturzinschrift ist erhalten. Der Dachstuhl wurde nach einem Brand im Jahr 1981 erneuert.